# Tauris
Tauris ist eine Landschaft aus der antiken Sagenwelt.

## Lage
Als die antike Landschaft „Tauris“ wird im Bildungsdeutschen gemeinhin die Halbinsel Krim im Schwarzen Meer angenommen (so in Goethes Iphigenie auf Tauris und in Gustav Schwabs einflussreichen Sagen des klassischen Altertums). Als deren Urbevölkerung galten die Taurer, nach ihnen nannten die altgriechischen Quellen die Krim die „Taurische Halbinsel“ (Chersónesos Tauriké) oder das „Land der Tauroi“ (vgl. die Tragödie Euripides’ Iphigenie bei den Taurern).
Die Antike kannte eine geografische Bezeichnung „Tauris“ vermutlich einzig für die dalmatische Insel Šćedro südlich von Hvar in Kroatien (so N. Štuk, J. J. Wilkes).
Für das Land der Taurer dürfte es ein Neologismus des 18. Jahrhunderts sein (analog zu „Doris“ bzw. „Phokis“).